# Tanyproctus araxidis
Tanyproctus araxidis är en skalbaggsart som beskrevs av Edmund Reitter 1902. Tanyproctus araxidis ingår i släktet Tanyproctus och familjen Melolonthidae. Inga underarter finns listade i Catalogue of Life.